# Кели Барнхил
Кели Барнхил (на английски: Kelly Barnhill) е американска поетеса и писателка на произведения в жанра фентъзи и детска литература.

## Биография и творчество
Кели Рейгън Барнхил е родена на 7 декември 1973 г. в Минеаполис, Минесота, САЩ. Завършва Южната гимназия в Минеаполис и следва в университета „Света Екатерина“ в Сейнт Пол. След дипломирането си работи на различни временни места, включително като секретарса, пазач към Службата за национални паркове на САЩ и учителка, и се обучава за пожарникар доброволец.
Омъжва се за архитекта Теодор Барнхил, с когото имат три деца. След раждането на второто си дете посещава курс по творческо писане към държавния университет в Портланд. Започва да пише разкази, които после разширява в романи.
Първият ѝ разказ „Toy Soldier“ (Оловен войник) е публикуван през 2007 г. Получава стипендия за писане от Фондация „Джером“, и от Съвет по изкуствата на Минесота.
Първият ѝ роман „The Mostly True Story of Jack“ (Най-истинската история на Джак) е издаден през 2011 г. След развода на родителите си Джак е изпратен при роднини в Хейзълууд в Айова. Живял като „невидим“, на новото място намира истински приятели, но и гнева на местния побойник и на богат жител.
През 2015 г. става стипендиант на фондация „Мак Найт“ в жанра на детската литература. През 2016 г. новелата ѝ „The Unlicensed Magician“ (Нелицензираният магьосник) получава Световната награда за фентъзи.
През 2016 г. е издаден романа ѝ „Момичето, което изпи луната“. Главна героиня е необикновената Лева, тъмнокосо момиче с особен родилен белег на челото, която е отгледана от вещица и случайно е получила магически сили, които трябва да се научи да контролира. Тя се среща с друга добра Вещица, с огромния дракон Фириан, и с блатното чудовище Глърк, търсейки своя път в живота. Романът става бестселър в списъка на „Ню Йорк Таймс“ и е удостоен с наградата „Джон Нюбъри“ на Американска библиотечна асоциация, като и номиниран за други награди. Правата за екранизация са дадени на Fox Animation.
Кели Барнхил живее със семейството си в Минеаполис.

## Произведения

### Самостоятелни романи
- The Mostly True Story of Jack (2011)
- Iron Hearted Violet (2012)
- The Witch's Boy (2014)
- The Girl Who Drank the Moon (2016) – награда „Джон Нюбъри“
Момичето, което изпи луната, изд.: „Orange Books“, София (2017), прев. Диляна Георгиева

### Новели
- The Unlicensed Magician (2015) – Световна награда за фентъзи

### Сборници
- Dreadful Young Ladies (2018)

### Документалистика
- Animals with No Eyes (2008)
- Monsters of the Deep (2008)
- Do You Know Where Your Water Has Been? (2008)
- Sewers and the Rats That Love Them (2008)
- Bizarre, Creepy Hoaxes (2009)
- Blood-sucking, Man-eating Monsters (2009)
- Sick, Nasty Medical Practices (2009)
- Terrifying, Bone-chilling Rituals and Sacrifices (2009)
- The Bloody Book of Blood (2009)
- The Sweaty Book of Sweat (2009)
- The Wee Book of Pee (2009)
- Guess What's Growing? (2010)
- Mystery Animal Tracks (2010)